# Only You (Yazoo)
Only You is een nummer van het Engelse synthpopduo Yazoo. Het is geschreven door Vince Clarke, toen hij nog bandlid bij Depeche Mode was. Het lied is opgenomen in 1982 nadat hij Yazoo had gevormd met Alison Moyet. Het werd uitgebracht als Yazoo's eerste single op 15 maart 1982 in het Verenigd Koninkrijk, afkomstig van hun eerste album, Upstairs at Eric's (1982), en werd meteen een succes op de UK Singles Chart, met een piek op nummer twee op 16 mei 1982. Het zou ook de top 10 bereiken in Ierland en Australië. In de VS werd " Only You " in november 1982 uitgebracht als de tweede single van de band en stond op nummer 67 in de Billboard Hot 100.
The Flying Pickets namen een a capella cover op van "Only You", dat tijdens de kerstdagen in 1983 in het Verenigd Koninkrijk op de eerste plaats in de hitlijsten stond. In 2002 bracht de Duitse tranceproducer Jan Wayne een cover uit. Deze haalde in Nederland de negentiende plaats in de hitparade.

## NPO Radio 2 Top 2000
| Nummer met noteringen in de NPO Radio 2 Top 2000 | '99 | '00 | '01 | '02  | '03  | '04  | '05  | '06  | '07 | '08  |
| ------------------------------------------------ | --- | --- | --- | ---- | ---- | ---- | ---- | ---- | --- | ---- |
| Only You                                         | 784 | 862 | 428 | 1789 | 1637 | 1634 | 1756 | 1881 | -   | 1853 |

1. ↑  Een '-' betekent dat het nummer niet was genoteerd en een vetgedrukt getal geeft de hoogste notering aan.
2. ↑  Deze tabel is bijgewerkt tot en met de laatste editie (2024).